# مقداد نجف‌نژاد
مقداد نجف‌نژاد (۱۳۴۰ در بابلسر) سیاستمدار اصول‌گرای اهل ایران، نماینده چندین دورهٔ مجلس شورای اسلامی و رئیس هیئت مدیره باشگاه استقلال است.

## معرفی
وی در میان دورهٔ دوم پنجمین دورهٔ مجلس و دوره‌های ششم، هشتم و نهم نمایندهٔ بابلسر، بهنمیر و فریدونکنار بوده‌است. فرماندهی سپاه خودکفایی بابلسر، نوشهر و رامسر در کارنامه او دیده می‌شود. او همچنین مدتی مدیرعاملی باشگاه فوتبال استقلال تهران را برعهده داشت و پس از حذف استقلال از لیگ قهرمانان آسیا به دلیل دیر فرستادن اسامی بازیکنان به کنفدراسیون فوتبال آسیا استعفا داد. به نوشته روزنامه دنیای اقتصاد، او در دوران مدیریتش در استقلال به حدی بد کار کرده بود که اعضای باشگاه او را با نام کوچکش می‌خواندند. نجف‌نژاد در دوران تصدی محمد علی‌آبادی در سازمان تربیت بدنی، سعی در برکناری وی از طریق مجلس را داشت و در محافل خصوصی گفته بود انتقام «استعفای اجباری»اش از باشگاه استقلال را می‌گیرد.

## محکومیت به زمین‌خواری
بر اساس رای شعبه ۱۵ دادگاه تجدید نظر استان مازندران که در تاریخ ۳/۱۸/ ۹۳ صادر شده وی بدلیل فروش زمینی ۸ هکتاری در بلوار ساحلی بابلسر که از بنیاد مستضعفان و جانبازان برای ایجاد کتابخانه، زمین بازی و پارک دریافت شده بود به اشخاص ثالث محکوم شده است. وی بخش عمده‌ای از آن زمین را به بانک ثامن می‌فروشد که در حال حاضر برجی ۲۳ طبقه در آن ساخته شده است. همچنین به استناد نامه فرمانداری شهرستان بابلسر و گزارش سازمان بازرسی کل کشور، مؤسسه‌ای بنام «مؤسسه فرهنگی خانه جوان بابلسر» وجود خارجی ندارد و چنین مؤسسه‌ای موهوم بوده‌است.

### سوء استفاده از تحقیق و تفحص برای جلوگیری از محکومیت
به گفته نماینده بنیاد مستضعفان :«طرح تحقیق و تفحص از بنیاد مستضعفان نیز که توسط نجف‌نژاد پیگیری می‌شده، به دلیل تحت فشار گذاشتن بنیاد برای منصرف شدن از این شکایت بوده است.»
بر اساس رأی دادگاه که در تاریخ بیست خرداد ۱۳۷۷ صادر شده‌است، بنا به درخواست هیأت امنای بنیاد مستضعفان قطعه زمینی که به پارکینگ هفتم شهرت داشته‌است و در بلوار ساحلی بابلسر واقع است به هیأت امنای مؤسسه فرهنگی خانه جوان بابلسر داده می‌شود تا جهت ساخت اماکن فرهنگی از جمله کتابخانه، مورد استفاده قرار گیرد. هیأت امنای این مؤسسه شامل افراد زیر بوده‌است:
1. مقداد نجف‌نژاد (نماینده مجلس)
2. رضا سلیمانی (شهردار وقت بابلسر)
3. حسین رجب‌نژاد (معاون فرماندار وقت)
4. اسفندیار طبری (رئیس بانک صارات)
5. ناصر فرجی (یکی از معتمدین شهر و دوست نجف‌نژاد)

چندی بعد سازمان بازرسی کل کشور متوجه می‌شود که نه تنها مؤسسه‌ای بنام خانه جوان بابلسر وجود ندارد بلکه زمین دریافت شده توسط این افراد به توسط نجف‌نژاد به افراد ثالث فروخته شده‌است.
در ادامه بنیاد مستضعفان و شرکت وابسته به آن (شرکت عمران و مسکن شمال) شکایتی را به شعبه ۱۰۱ دادگاه اجرایی بابلسر تقدیم می‌کند و بدلیل عدم استفاده زمین برای امور فرهنگی، خواستار ابطال و بازگرداندن زمین می‌شود زیرا طبق قرار داد بین بنیاد و دریافت کنندگان آن‌ها تنها مجاز به استفاده از زمین برای منافع عمومی شهروندان بودند.
دادگاه پس‌از کارشناسی موضوع و دریافت استعلام از فرمانداری، شهرداری، اداره ثبت اسناد و املاک و اداره فرهنگ و ارشاد اسلامی بابلسر رأی به ابطال قرارداد و خلع ید را صادر می‌کند. متقابلاً نجف‌نژاد به رأی دادگاه اعتراض کرده و پرونده به شعبه ۱۷ دادگاه تجدید نظر استان ارسال گردید. دادگاه تجدید نظر ادعا می‌کند که قرارداد میان بنیاد و خانه جوان بدون قید شرط بوده و مطابق اصول حقوقی و فقهی قراردادها صحیح و لازم‌الرعایه است و تنها مردم بابلسر به عنوان ذینفعان حقیقی یا مراجع نظارتی قانونی می‌توانند نسبت به بازپس‌گیری اقدام کنند و بنیاد در این رابطه حقی ندارد. البته این دادگاه نیز صوری بودن مؤسسه خانه جوان بابلسر را تأیید کرده‌است.
بنیاد مستضعفان خواستار اعمال ماده ۱۸ و ارسال پرونده به شعبه هم عرض در استان می‌شود که دادگاه اعاده دادرسی را قبول نموده و وارد دانسته است. همچنین دادگاه بر خلاف دادگاه تجدید نظر بر شرط موجود در قرار داد مبنی بر لزوم استفاده از زمین برای احداث خانه جوان زمین بازی و پارک و ناموجه بودن فروش زمین تأکید کرده‌است. همچنین از انجا که مؤسسه‌ای بنام خانه جوان بابل اساس وجود خارجی نداشته‌است ُ‌این افراد اهلیت و صلاحیت لازم برای عقد قرار داد را هم نداشته‌اند. در واقع دادگاه حکم اولیه را تأیید و رأی قطعی را در ارتباط با پرونده صادر کرده‌است.
به نوشته وبگاه الف نجف‌نژاد زمین ۸ هکتاری دریافتی را قطعه قطعه کرده و فروخته و بخش عمده آن را به بانک ثامن واگذار کرده و بانک مذکور نیز برجی ۲۳ طبقه در آن ساخته است.
مقداد نجف‌نژاد نیز چندی بعد در مجلس دراین خصوص از خود دفاع کرد.